# Jasper Tudor, 1. Duke of Bedford

Wappen Jaspers

Jasper Tudor, 1. Duke of Bedford KG (* ca. 1431; † 21./26. Dezember 1495) war der jüngere Bruder von Edmund Tudor und somit Onkel von König Heinrich VII. von England.

## Leben
Jasper war der zweite Sohn von Owen Tudor und der früheren Königin Katharina von Valois, Witwe von König Heinrich V. Er war der Halbbruder von Heinrich VI., der Jasper 1449 zum Knight of the Bath schlug, am 6. März 1453 zum Earl of Pembroke erhob und 1459 als Ritter in den Hosenbandorden aufnahm.
Jasper war ein Abenteurer mit einer beträchtlichen militärischen Sachkenntnis, die er in den Anfängen der Rosenkriege erworben hatte. Nach seiner Niederlage bei der Schlacht von Mortimer’s Cross gegen Edward, Earl of March blieb er in Kontakt mit Margarete von Anjou, der Frau von Heinrich VI., als sie für die Wiedergewinnung des Erbes ihres Sohnes kämpfte, und er hielt Denbigh Castle für das Haus Lancaster. Von 1461 bis 1468 war er auf Harlech Castle während der längsten Belagerung einer Burg in Großbritannien. Er entkam kurz vor der Eroberung. Jasper Tudor erzog auch seinen Neffen Heinrich, den späteren Heinrich VII., bis 1461. Danach wurde dessen Aufsicht von William Herbert übernommen. Nach der Wiederkehr des Königs Eduard IV. aus dem Haus York im Jahr 1471 nahm Jasper den jugendlichen Heinrich mit ins Exil in die Bretagne (Burg Suscinio). Dank ihm erwarb Heinrich das taktische Wissen, das den späteren Sieg über Richard III. in der Schlacht von Bosworth Field möglich machte. Nach Heinrichs Thronbesteigung im Jahr 1485 erhielt Jasper alle früheren Titel zurück und wurde zum Duke of Bedford erhoben. 1488 nahm er Cardiff Castle ein.
Tudor starb im Dezember 1495 und wurde in der Keynsham Abbey in Somerset begraben.

## Heirat und Kinder
Jasper heiratete am 7. November 1485 Katherine Woodville (1458–1497). Katherine war die Tochter von Richard Woodville, 1. Earl Rivers und Jacquetta von Luxemburg. Sie war die Schwester von Elizabeth Woodville, Anthony Woodville, 2. Earl Rivers, und Richard Woodville, 3. Earl Rivers und auch die Witwe von Henry Stafford, 2. Duke of Buckingham.
Jasper und Katherine hatten möglicherweise einen frühgeborenen Sohn (* 1490).